# Птичник (Гатчина)
«Птичник» — здание на берегу реки Колпанки на южной границе парка Зверинец в городе Гатчина Ленинградской области. Сооружение построено в конце XVIII века по проекту А. Д. Захарова.
В конце XVIII века, в 1797 году архитектором А. Д. Захаровым был разработан проект павильона, предназначенного для содержания фазанов для императорской охоты в Гатчине. Через год на берегу реки Колпанки было начато строительство каменного одноэтажного здания. В 1801 году работы были закончены. Здание, получившее первоначальное название «Птичный дом», другое название — «Фазанерия», было отстроено из известняка, добывавшегося в разных карьерах в окрестностях Гатчины: парицком, черновском и пудостском. Частично было использована и древесина: для перекрытий и башен — возвышавшихся над полукруглыми выступами у торцов здания. В связи со смертью императора Павла I строительство было прервано — не были возведены некоторые декоративные элементы здания — вазы и украшения в виде орлов.
До 1820 года Птичный дом использовался по назначению. Затем до 1840-х годов гатчинская резиденция императором практически не посещалась. За это время здание пришло в ветхость. Сказалась неравномерная осадка фундамента; из-за чего стены дали сквозные трещины, наружные карнизы частично обрушились.

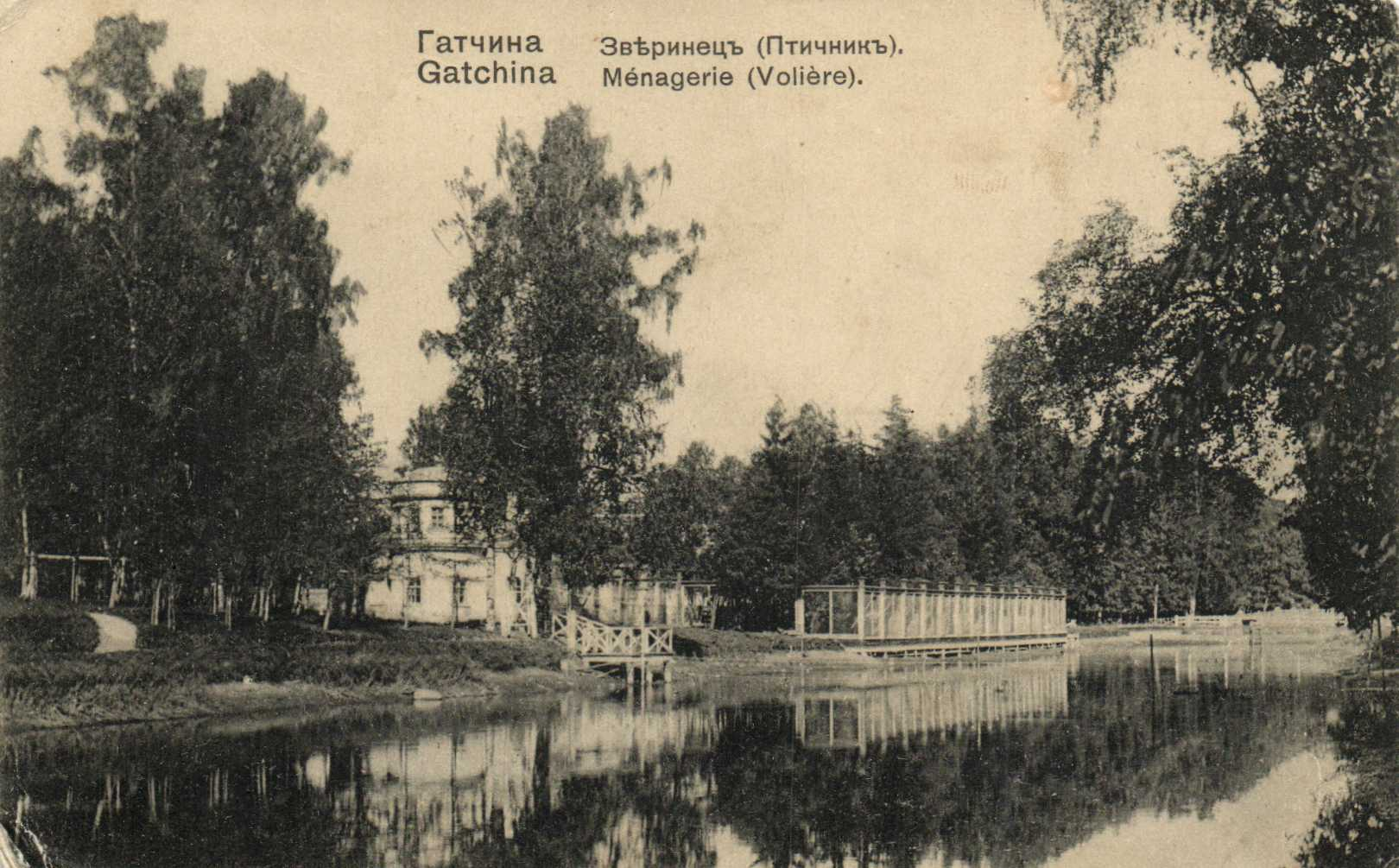
Павильон Птичник на открытке 1900-х годов

В 1844 году здание было разобрано, затем под руководством архитектора А. М. Байкова начались восстановительные работы На сей раз в работах использовался только пудостьский известняк. Башни на торцах здания (бывшие до этого деревянными) также теперь стали каменными. Внутренние стены были выполнены из красного кирпича. Позже между Птичником и рекой Колпанкой был разбит сад, огороженный со стороны берега.
В период Великой Отечественной войны здание пострадало незначительно; после войны повреждения были устранены. До начала 1980-х годов здание использовалось дирекцией Гатчинского дворца-музея, мастерскими реставраторов. В 1983 году в Птичнике произошёл пожар, в результате которого от здания остались лишь стены. До настоящего времени Птичник не восстановлен.
В 2009—2012 годах руины Птичника использовались при проведении военно-исторических реконструкций участниками клубов Санкт-Петербурга и Гатчины. В 2013 году Птичник был огорожен металлической решёткой.
Весной 2020 года решётка была демонтирована по причине расширения территории Гатчинского музея-заповедника. Птичник оказался за новой парковой оградой, проходящей теперь вдоль Пильненской дороги парка Зверинец.